# Djamel Bouras
Djamel Bouras, född den 11 augusti 1971 i Givors, är en fransk judoutövare.
Han tog OS-guld i herrarnas halv mellanvikt i samband med de olympiska judotävlingarna 1996 i Atlanta.